# フランチャイズタグ
NFLにおいて、フランチャイズタグは、チームにとって極めて重要ではあるが、複数年契約締結に至らない一人の選手を引き留める手段である。

## 概要
各チームは無制限のフリーエージェントになる予定のただ一人のプレーヤーに、フランチャイズタグを適用することができる。このタグをつけることにより、プレイヤーを１年間チームに引き留めることができる。最大で3年連続してタグをつけることができる。その間、複数年契約の交渉をすることが一般的であるが、まとまらずに翌年他のチームに移籍する場合もある 。
各チームには、１回のオフシーズンにつき、１つのフランチャイズタグ（独占的または非独占的のいずれか）あるいはトランジションタグを適用する権利がある。トランジションタグは、チームがフランチャイズタグを使用していない場合にのみ使用することができる。ただし、2011年に署名された団体交渉協定 (CBA)の第10条では、2020年のNFLシーズンに限りフランチャイズタグとトランジションタグの両方を使用できると規定された。
タグを使用すると、各チームはチームにとって価値のある「フランチャイズプレーヤー」を引き留めることができる。交渉を経ず、以下のように規定されるサラリーをタグをつけた選手に提示する。指定された選手がタグのオファーに署名しないか、あるいはそのシーズンの10週目までに代わりの契約を交渉できない場合、または交渉したくない場合、選手はシーズンの残りの期間、他チームとの契約に署名することも交渉もできない。
フランチャイズタグは、ゼネラルマネージャーとオーナーに、給与コストを管理し、長期契約に関連する財務リスクを減らすための戦略的な方法を模索する猶予を与える。当然のことながら、より有利な契約の交渉を妨げられた多くのタグ指定選手は、フランチャイズタグを批判してきた。

## タグの種類
NFLは、1993年にフランチャイズタグを導入した。フランチャイズタグには、独占的タグと非独占的タグの２種類がある。一般的には非独占的タグが用いられる。
2019年の例では、6人が非独占的フランチャイズ・タグを与えられ、独占的フランチャイズ・タグおよびトランジション・タグはどの選手にも与えられなかった。 

### 独占的タグ
独占的タグをつけた選手には、タグが適用されるその年の４月の時点で、その選手と同じポジションの年俸トップ５人の平均額、またはその選手の前シーズンの年俸の120%のうち、高い方の契約を提示しなければならない。独占的タグをつけられた選手は、他のチームと交渉することはできない。

### 非独占的タグ
非独占的タグを付けた選手に提示される金額も、独占的タグと同じように計算される。相違点は、非独占的タグをつけられた選手は、他のNFLチームと交渉することができ、もし選手が他チームのオファーに署名した場合、現チームはそのオファーの条件と同じ条件を提示することで引き留めることができる。引き留めない場合、現チームは、補償として新チームから1巡目のドラフト順位を2つ受け取ることができる。すなわち、新チームはトレードなどにより1巡目のドラフト順位を2つ用意しなくてはならない。

### トランジションタグ
チームはトランジションタグを1名指定することができる。指定した選手には、前シーズンの同ポジションの上位10位の年俸の平均と、その選手の前年度の年俸の 120％のいずれか大きい方を提示する必要がある。別のクラブがその選手に何らかの契約を提示した場合、7日以内に同程度以上の契約を提示して引き留めることができる。引き留めない場合、補償はない。

### 連続したフランチャイズタグの使用
最大で3年連続してフランチャイズ タグをつけることもできる。ただし、トップ選手の平均額と前年の年俸の120%の大きいほうを支払う必要があるため、2年目は144%、3年目は172.8%と最低額が跳ね上がる。